# Дженнетт, Бадди
Гарри Эдвард «Бадди» Дженнетт (англ. Harry Edward "Buddy" Jeannette; 15 сентября 1917, Нью-Кенсингтон, штат Пенсильвания — 11 марта 1998, Нашуа, штат Нью-Гэмпшир) — американский профессиональный баскетболист и тренер, завершивший карьеру. Трёхкратный чемпион НБЛ (1943—1945) и чемпион АБЛ (1947) в качестве игрока, а также чемпион БАА (1948) в качестве играющего тренера. Член Зала славы баскетбола.

## Ранние годы
Бадди Дженнетт родился 15 сентября 1917 года в городе Нью-Кенсингтон (штат Пенсильвания), учился там же в одноимённой школе, в которой играл за местную баскетбольную команду. В 1938 году окончил Колледж Вашингтона и Джефферсона, где в течение четырёх лет играл за команду «Вашингтон и Джефферсон Президентс». При Дженнетте «Президентс» ни разу не выигрывали регулярный чемпионат Восточной университетской спортивной конференции, а также ни разу не выходили в плей-офф студенческого чемпионата США.

## Профессиональная карьера
Играл на позиции разыгрывающего защитника и атакующего защитника. Учился в Колледже Вашингтона и Джефферсона, в 1938 году заключил контракт с командой «Кливленд Уайт Хорсес», которая выступала в Национальной баскетбольной лиге (НБЛ). Позже выступал за команды «Детройт Иглс» (НБЛ), «Шебойган Рэд Скинс» (НБЛ), «Форт-Уэйн Золлнер Пистонс» (НБЛ) и «Балтимор Буллетс» (АБЛ, БАА и НБА). Всего в НБЛ провёл 7 сезонов, в АБЛ — 1 сезон, а в БАА/НБА — 3 сезона. Три года подряд Дженнетт становился чемпионом НБЛ в составе «Рэд Скинс» (1943) и «Пистонс» (1944—1945). В 1947 году он стал чемпионом АБЛ, а в 1948 году уже стал чемпионом БАА в составе «Буллетс». Четыре раза включался в 1-ю сборную всех звёзд НБЛ (1941, 1944—1946), один раз — во 2-ю сборную всех звёзд НБЛ (1943), а также один раз — во 2-ю сборную всех звёзд БАА (1948). Всего за карьеру в НБЛ сыграл 162 игры, в которых набрал 1324 очка (в среднем 8,2 за игру). Всего за карьеру в НБА сыграл 139 игр, в которых набрал 997 очков (в среднем 7,2 за игру) и сделал 287 передач.
После упразднения НБЛ Дженнетт был включён в сборную всех времён НБЛ, а в 1994 году — в Зал славы баскетбола.

## Тренерская карьера
Последние три года в качестве игрока Дженнетт был играющим тренером команды «Балтимор Буллетс» (1947—1950), причём в первом же сезоне привёл свой клуб к званию чемпионов БАА, став первым играющим тренером, выигравшим чемпионат среди профессионалов, а после завершения спортивной карьеры проработал в «Буллетс» на должности главного тренера ещё полгода. Он был уволен в середине сезона 1950/1951 годов из-за неудовлетворительных результатов команды (14 побед при 23 поражениях), а на его место был назначен его одноклубник Уолт Будко. В следующем году он устроился в команду «Джорджтаун Хойяс», выступающую в NCAA, которой руководил на протяжении четырёх сезонов (1952—1956). Через восемь лет Дженнетт снова стал главным тренером баскетбольного клуба «Балтимор Буллетс», однако с предыдущей командой он не имел ничего общего, который тренировал с перерывом чуть больше года (1964—1965, 1966 (уже в качестве и. о. главного тренера)). Спустя три года он заключил контракт с клубом «Питтсбург Пайперс», выступавшем в Американской баскетбольной ассоциации (АБА), и проработал в нём на должности главного тренера всего один сезон (1969—1970).

## Смерть
Бадди Дженнетт умер 11 марта 1998 года в городе Нашуа (штат Нью-Гэмпшир) в возрасте 80 лет.

## Статистика

### Статистика в НБА
| Сезон                                                                                    | Команда          | Регулярный сезон | Регулярный сезон | Регулярный сезон | Регулярный сезон | Регулярный сезон | Регулярный сезон | Регулярный сезон | Регулярный сезон | Регулярный сезон | Регулярный сезон | Регулярный сезон | Серия плей-офф | Серия плей-офф | Серия плей-офф | Серия плей-офф | Серия плей-офф | Серия плей-офф | Серия плей-офф | Серия плей-офф | Серия плей-офф | Серия плей-офф | Серия плей-офф |
| Сезон                                                                                    | Команда          | GP               | GS               | MPG              | FG%              | 3P%              | FT%              | RPG              | APG              | SPG              | BPG              | PPG              | GP             | GS             | MPG            | FG%            | 3P%            | FT%            | RPG            | APG            | SPG            | BPG            | PPG            |
| ---------------------------------------------------------------------------------------- | ---------------- | ---------------- | ---------------- | ---------------- | ---------------- | ---------------- | ---------------- | ---------------- | ---------------- | ---------------- | ---------------- | ---------------- | -------------- | -------------- | -------------- | -------------- | -------------- | -------------- | -------------- | -------------- | -------------- | -------------- | -------------- |
| 1947/48                                                                                  | Балтимор Буллетс | 46               |                  |                  | 34,9             |                  | 75,8             |                  | 1,5              |                  |                  | 10,7             | 11             |                |                | 49,2           |                | 88,1           |                | 1,1            |                |                | 8,8            |
| 1948/49                                                                                  | Балтимор Буллетс | 56               |                  |                  | 36,7             |                  | 78,4             |                  | 2,2              |                  |                  | 5,6              | 3              |                |                | 15,4           |                | 100,0          |                | 1,7            |                |                | 2,7            |
| 1949/50                                                                                  | Балтимор Буллетс | 37               |                  |                  | 28,4             |                  | 82,0             |                  | 2,5              |                  |                  | 5,2              | Не участвовал  | Не участвовал  | Не участвовал  | Не участвовал  | Не участвовал  | Не участвовал  | Не участвовал  | Не участвовал  | Не участвовал  | Не участвовал  | Не участвовал  |
|                                                                                          | Всего            | 139              |                  |                  | 34,1             |                  | 78,1             |                  | 2,1              |                  |                  | 7,2              | 14             |                |                | 43,2           |                | 89,1           |                | 1,2            |                |                | 7,5            |
| Наведите курсор мыши на аббревиатуры в заголовке таблицы, чтобы прочесть их расшифровку. |                  |                  |                  |                  |                  |                  |                  |                  |                  |                  |                  |                  |                |                |                |                |                |                |                |                |                |                |                |